# Виламар
Виламар (порт. Vilamar)  —  населённый пункт и район в Португалии,  входит в округ Коимбра. Является составной частью муниципалитета  Кантаньеде. Находится в составе крупной городской агломерации Большая Коимбра. По старому административному делению входил в провинцию Бейра-Литорал. Входит в экономико-статистический  субрегион Байшу-Мондегу, который входит в Центральный регион. Население составляет 770 человек на 2001 год. Занимает площадь 6,20 км².
Покровителем района считается Апостол Фома (порт. st tomé). 